# Theodore Parker
Theodore Parker (Lexington, 24 de agosto de 1810 – Florença, 10 de maio de 1860) foi um transcendentalista e ministro reformista norte-americano da igreja Unitarista.